# Боровица (Слободской район)
Боровица — поселок в Слободском районе Кировской области в составе Ленинского сельского поселения.

## География
Находится на правом берегу Вятки на расстоянии примерно 9 км на юг-юго-запад от поселка Вахруши.

## История
Поселок известен с 1926 как дом отдыха, где учтены были 3 хозяйства и 7 жителей. В 1950 году отмечено 48 хозяйств и 145 жителей. В 1989 году отмечалось 323 жителя. Дом отдыха «Боровица» принадлежал федерации профсоюзов, позже продан частному владельцу, в 2018 выставлен на продажу, ныне пустует. 

## Население
Постоянное население  составляло 176 человек (русские 95%) в 2002 году, 154 в 2010.